# Metropolitana di Valencia (Venezuela)
La metropolitana di Valencia è il sistema di trasporto pubblico di massa di Valencia, Carabobo e del contado di Naguanagua e San Diego.
Il sistema di metropolitana è stato inaugurato ufficialmente il 18 novembre 2006 con 3 stazioni. Il 18 novembre 2007, ha iniziato ad operare con 7 stazioni.

## Linee
| Linea | Stazione                   | Stato                                      |
| ----- | -------------------------- | ------------------------------------------ |
| 1     | Monumental                 | In servizio dal 18 novembre 2006           |
| 1     | Las Ferias                 | Servizio inserito il 18 novembre 2007      |
| 1     | Palotal                    | In servizio dal 18 novembre 2006           |
| 1     | Santa Rosa                 | Servizio inserito il 18 novembre 2007      |
| 1     | Michelena                  | Servizio inserito il 18 novembre 2007      |
| 1     | Lara                       | Servizio inserito il 18 novembre 2007      |
| 1     | Cedeño                     | In servizio dal 18 novembre 2006           |
| 2     | Rafael Urdaneta            | In costruzione per il 2011                 |
| 2     | Francisco de Miranda       | In costruzione per il 2011                 |
| 2     | Negra Hipólita             | In costruzione per il 2011                 |
| 2     | Josefa Camejo              | In costruzione                             |
| 2     | Girardot                   | In costruzione                             |
| 2     | Tacarigua                  | Servizio stimato per il 2011               |
| 3     | Paramacay                  | in pianificazione                          |
| 3     | Luisa Cáceres de Arismendi | in pianificazione                          |
| 3     | Simón Rodríguez            | in pianificazione                          |
| 3     | Concepción Palacios        | in pianificazione                          |
| 3     | José Félix Ribas           | in pianificazione                          |
| 3     | Simón Bolívar              | apertura prevista per dicembre 2011        |
| 4     | La Florida                 | in pianificazione                          |
| 4     | La Guacamaya               | in pianificazione                          |
| 4     | Cementerio                 | in pianificazione                          |
| 4     | Hospital                   | in pianificazione                          |
| 4     | Aranzazu                   | in pianificazione                          |
| 4     | Lara                       | stazione di interscambio in pianificazione |
| 4     | Lara II                    | in pianificazione                          |
| 4     | Branger                    | in pianificazione                          |
| 4     | Uslar                      | in pianificazione                          |
| 4     | Henry Ford                 | in pianificazione                          |
| 4     | Bomberos                   | in pianificazione                          |
| 4     | Flor Amarillo              | in pianificazione                          |